# ادوین رابرتز
ادوین رابرتز (انگلیسی: Edwin Roberts؛ زادهٔ ۱۲ اوت ۱۹۴۱) ورزشکار دو و میدانی اهل ترینیداد و توباگو است.
وی در مسابقات کشوری و بین‌المللی در مجموع برندهٔ ۲ مدال طلا، ۸ مدال نقره، ۶ مدال برنز شده‌است.